# ユーリ・イズドリク
ユーリ・イズドリク（ウクライナ語: Юрій Романович Іздрик, Yuriy Romanovych Izdryk、1962年8月16日 - ）は、ウクライナの作家、詩人、編集者。ポストモダン文学の代表的作家の一人で、文学雑誌『チェトヴェール』（木曜日の意）の創刊者として知られる。カルーシュ生まれで、スタニスラフ現象の主要なメンバーでもある。

## 経歴

### 生い立ちと教育
イズドリクは、1962年8月16日にウクライナ（当時ソビエト連邦）のカルーシュで生まれた。父親のロマン・アンドリーヨヴィチは、スターリン時代に家族とともにペルミ地域に強制移住させられた経験を持つ。
学校では数学に優れ、チェロとピアノを学ぶ音楽学校にも通った。文学への関心も強く、アレクサンドル・クプリーンやヴセヴォロド・ネスタイコなどの作品を愛読した。14歳のときにロシア語で初めて詩を書き、後にアーネスト・ヘミングウェイの作品に強い影響を受けた。
1984年、リヴィウ工科大学の機械工学技術学部を卒業。大学在学中は美術史を学び、ロックバンドや学生劇団に参加した。

### 初期のキャリア
大学卒業後、イズドリクはイヴァーノ＝フランキーウシクの機械工場でエンジニアとして働いた。1986年から1990年までは、カルーシュの研究機関で勤務した。
1980年代後半から芸術活動を本格化させ、公式・非公式の展覧会やイベントに参加。1989年に文芸雑誌『チェトヴェール』を創刊し、最初の2号は自費出版した。1990年、ユーリー・アンドルホーヴィチと出会い、彼を共同編集者に迎えた。この協力関係は、イズドリクの文学的キャリアに大きな影響を与えた。

### 文学と芸術
1994年、短編小説「クルク島」が文芸誌『スチャスニスト』に掲載され、好評を博した。この作品は後にポーランドの雑誌『Literatura na Świecie』に翻訳され、1998年の短編集『クルク島と他の物語』に収録された。
1998年に発表した初の長編小説『ヴォーツェック』は、ウクライナのポストモダン文学の代表作として高い評価を受けた。その後も『ダブル・レオン』（2000年）、『AM™』（2004年）などの実験的な小説を発表。詩集『スタニスラフと11人の解放者』（1996年）や、エッセイ集『フラッシュ2GB』（2009年）、『テイク』（2009年）も出版し、2009年には『フラッシュ2GB』でBBCウクライナのブック・オブ・ザ・イヤーにノミネートされた。
イズドリクは文学だけでなく、ビジュアルアートや音楽にも活動を広げた。1990年代初頭には絵画や書籍のデザインを手がけ、個人展も開催。音楽では、詩の朗読とエレクトロニカを組み合わせたパフォーマンスを行い、詩人グリゴリー・セメンチュクとの共同プロジェクトも行った。
2014年、チェルニウツィの国際詩人奨学金プログラム「メリディアン・チェルノヴィッツ」に参加し、メディアプロジェクト『スンマ』を立ち上げ、作家と読者の継続的な交流を目指した。
2018年6月、収監中のウクライナ人映画監督オレグ・センツォフの釈放を求めるビデオメッセージを録画し、支援を表明した。

## スタニスラフ現象
イズドリクは、イヴァーノ＝フランキーウシク（旧スタニスラフ）を拠点とするポストモダニズム文学運動「スタニスラフ現象」の中心人物の一人とされる。この運動は、ユーリー・アンドルホーヴィチやタラス・プロハスコらとともに、ポストソビエト時代のウクライナ文学に新たな表現をもたらした。文学研究者によれば、スタニスラフ現象の作家たちは、伝統的なポストモダニズムと現代的な前衛の境界を探求している。

## 主要な作品

### 小説
- 『クルク島』（1993年）
- 『ヴォーツェック』（1997年）
- 『ダブル・レオン』（2000年）
- 『AM™』（2004年）
- 『スンマ』（共著、2016年）

### 詩集
- 『スタニスラフと11人の解放者』（1996年）
- 『ユー』（2013年）
- 『アフター・プローズ』（2013年）
- 『スモークス』（2019年、ウクライナ語・英語版）

### エッセイ
- 『フラッシュ2GB』（2009年）
- 『テイク』（2009年）